# Lavanonia thalassina
Lavanonia thalassina är en insektsart som beskrevs av Marius Descamps 1964. Lavanonia thalassina ingår i släktet Lavanonia och familjen Euschmidtiidae. Inga underarter finns listade i Catalogue of Life.